# Pic de Nuttall
Picoides nuttallii
Espèce
Statut de conservation UICN

 LC  : Préoccupation mineure
Le Pic de Nuttall (Picoides nuttallii) est une espèce d'oiseaux de la famille des Picidae.
Le nom de cet oiseau commémore le naturaliste américain Thomas Nuttall (1786-1859).
Cet oiseau fréquente le chaparral de Californie et du nord de la péninsule de Basse-Californie.